# Твуль йом
«Твуль йом», также «Тебул Иом», «Тевул-йом» (др.-евр. טבול יום‬, tevul yom — буквально «погрузившийся днём») — трактат Мишны, десятый в разделе «Техарот». Содержит законы об особенностях статуса ритуально нечистого человека, прошедшего процедуру очищения и ожидающего захода солнца для наступления состояния полной ритуальной чистоты.

## Предмет рассмотрения
Согласно Моисееву закону (Лев. 11:24 и далее, 15:5 и во многих других местах), ритуально нечистый человек, совершивший предписанное ритуалом погружение в микву, остается ещё нечистым до захода солнца; в этом состоянии человек называется «тевул-йом». Даже в военное время воин, у которого произошла поллюция, должен был удалиться из стана, «а при наступлении вечера должен омыть себя водой и по захождении солнца может войти в стан» (Втор. 23:12). Что это предписание соблюдалось в глубокой древности во всей его строгости, видно из предположения царя Саула о причине, почему Давид не пришёл к царскому столу (1Цар. 20:26). Однако, это предписание о весьма частом изъятии человека на целый день от общения с людьми, возможное ещё в несложном кочевом или даже земледельческом быту, совершенно не исполнимо в более или менее сложной культуре городской жизни. Связанные с этим предписанием неудобства побудили законоучителей толковать закон так, что тевул-йом в сущности является чистым, и все ограничения для него действуют, только если он имеет в виду соприкоснуться с чем-либо сакральным (вступить в храм, кушать возношение, или жертвенное мясо); но и в этом случае для него действует ряд облегчений, которые и являются предметом рассмотрения в данном трактате.

## Содержание
Трактат «Твуль йом» состоит из 4 глав и 26 параграфов..
- Первая — третья главы содержат учение об осквернении пищевых продуктов по частям. Если продукт состоит из нескольких соединённых между собой элементов, как, например, слепившиеся при выпечке лепёшки, каша с маслом, приготовленное с овощами яйцо, — то в ряде случаев этот продукт не считается за одно целое (ивр. חיבור‎ — хиббур) при касании тевул-йома. Это означает, что при касании тевул-йома ритуально нечистым становится только место касания, а не весь продукт целиком, как это произошло бы при другом способе осквернения. Всё это касается только продуктов, обладающих сакральным статусом, то есть содержащих возношение, так как для прочих пищевых продуктов тевул-йом чист. В этом и состоит основное отличие тевул-йома от любого другого ритуально нечистого человека.
- Четвёртая глава содержит несколько относительно поздно введённых (согласно свидетельству рабби Иехошуа) галахических постановлений, часть из которых также касается облегчений для статуса тевул-йома.[1]